# نائورو
جمهوری نائورو (به انگلیسی: Nauru) کشور جزیره‌ای و کوچک در منطقه میکرونزی قارهٔ اقیانوسیه است. نائورو در اقیانوس آرام جنوبی واقع شده و پایتخت آن یارن است.
نائورو در قدیم «جزیره دلپذیر» (Pleasant Island) نامیده می‌شد و در سال ۱۹۶۸ مستقل شد. نائورو همچنین از تاریخ ۱۴ سپتامبر ۱۹۹۹ در سازمان ملل متحد نیز عضو است.
زبان‌های رسمی این کشور انگلیسی و نائورویی هستند و واحد پول رایج در آن دلار استرالیا است. نائورو با ۱۲٬۳۲۹نفر جمعیت، کم‌جمعیت‌ترین کشور جهان پس از واتیکان است. کشور نائورو همچنین با ۲۱ کیلومتر مربع مساحت، کوچک‌ترین جمهوری در جهان است. نزدیک‌ترین همسایه آن جزیره بانابا در کشور کیریباتی است که در ۳۰۰ کیلومتری شرق نائورو واقع شده‌است.
۵۸ درصد از مردم نائورو از قوم نائورویی هستند که آمیزه‌ای است دو نژاد پلی‌نزیایی‌ و میکرونزیایی. ۲۶ درصد از مردم این کشور از تبار جزایرنشینان اقیانوس آرام، ۸ درصد اروپایی‌تبار و ۸ درصد نیز چینی هستند. دین اصلی مردم این کشور مسیحیت است. ۱۰ درصد از مردم نائورو نیز بهایی هستند که با این حساب این کشور بالاترین درصد بهاییان نسبت به جمعیت در میان کشورهای جهان را دارد، ۹ درصد از جمعیت نائورو نیز بودایی و ۲٫۲ درصد مسلمان هستند.
در ۱۸۸۸، به دنبال درخواست حفاظت آلمانی‌های مقیم این جزیره طی ناآرامی بین ۱۲ طایفهٔ نائورو، آلمان این جزیره را ضمیمه کرد. در ۱۹۱۴، استرالیا نائورو را تسخیر کرد و ادارهٔ آن را - به غیر از مدت اشغال ژاپنی‌ها (۱۹۴۲ تا ۱۹۴۵) - تا زمان اعطای استقلال در ۱۹۶۸، به عهده داشت.

## تاریخ
نائورو دست‌کم سه هزار سال پیش توسط مردمان جزایر میکرونزی و پلینزی مسکونی شد. به‌طور سنتی ۱۲ قبیله یا تیره در نائورو سکونت داشتند که این در ستاره ۱۲-پر که بر روی پرچم این کشور دیده می‌شود بازتاب یافته‌است. نائورویی‌ها سنتاً تبار خود را از سوی مادر مشخص می‌کردند (نظام مادرتباری).
پیشه اصلی اهالی جزیره، آبزی‌پروری بود و با به دام انداختن بچه‌ماهی‌های ایبیجا، آن‌ها را در آب شیرین تالاب بوآدا پرورش داده و به این طریق منبع غذایی مطمئنی برای خود ترتیب می‌دادند.
نارگیل و میوه پاندانوس از دیگر مواد خوراکی اهالی بود.

نام نائورو احتمالاً از واژه نائورویی Anáoero گرفته شده که به معنی «به ساحل می‌روم» است.
نخستین فرد غربی که از این جزیره بازدید کرد ناخدا و شکارچی نهنگ اهل بریتانیا «جان فرن» بود که در سال ۱۷۹۸ به این جزیره رسید و آن را «جزیره دلپذیر» نامید. از آن پس جزیره‌نشینان رفته‌رفته با اروپایی‌های شکارچی نهنگ و با بازرگانان تماس پیدا کردند و این شکارچیان منابع جزیره را تحلیل برده و آب شیرین جزیره را نیز بیش از اندازه مصرف کردند. در این زمان افراد شورشی جداشده از کشتی‌های اروپایی شروع به زندگی در این جزیره کردند. جزیره‌نشینان بومی نائورو با غربیان به دادوستد پرداخته و در قبال تحویل خوراک، از آن‌ها شراب نخل و اسلحه دریافت کردند. این سلاح‌ها در خلال جنگ ۱۰ساله قبیله‌ای نائورو که در سال ۱۸۷۸ آغاز شد استفاده شد.
نائورو در سال ۱۸۸۸ ضمیمه آلمان شد و به عنوان بخشی از منطقه تحت‌الحمایه جزایر مارشال آلمان درآمد. ورود آلمانی‌ها به جنگ داخلی پایان داد، و پادشاهان به عنوان حاکمان این جزیره استقرار یافتند. نامدارترین پادشاه این دوران، آوویدیا نام داشت. مبلغان مسیحی از جزایر گیلبرت در سال ۱۸۸۸ به نائورو رسیدند. مهاجران آلمانی این جزیره را ناوُدو یا اُناوِرو می‌نامیدند.
آلمانی‌ها برای تقریباً سه دهه بر نائورو حکومت کردند. روبرت راش، یک تاجر آلمانی که با یک زن بومی ازدواج کرد، نخستین اداره‌کننده جزیره بود و در سال ۱۸۹۰ منصوب شد.
آلبرت الیس فولر کاوشگر در سال ۱۹۰۰ در نائورو فسفات کشف کرد. شرکت فسفات اقیانوس آرام بهره‌برداری از ذخایر فسفات را در سال ۱۹۰۶ با توافق با آلمان آغاز کرد و اولین محموله خود را در سال ۱۹۰۷ صادر کرد.
در سال ۱۹۱۴، با وقوع جنگ جهانی اول، نائورو توسط نیروهای استرالیایی تصرف شد. استرالیا، نیوزیلند و بریتانیا در سال ۱۹۱۹ «توافقنامه جزیره نائورو» را به امضا رساندند که برپایه آن نهادی به نام کمیسیون فسفات بریتانیا (BPC) ایجاد شد و حق استخراج معادن فسفات به این نهاد اختصاص یافت.
این جزیره در سال ۱۹۲۰ با بیماری همه‌گیر آنفلوانزا روبه‌رو شد که مرگ‌ومیر ۱۸ درصد از بومیان نائورویی را در پی داشت. در سال ۱۹۲۳، جامعه ملل قیمومت نائورور را به استرالیا داد و بریتانیا و نیوزیلند را به عنوان دو قیم همراه استرالیا بر این جزیره اعلام کرد.
در ۶ و ۷ دسامبر سال ۱۹۴۰، دو ناو جنگی کمکی آلمانی به نام‌های کومت و اوریون پنج کشتی تدارکاتی را در آب‌های نزدیک به نائورو غرق کرده و کومت معادن فسفات نائورو، انبارهای ذخیره‌سازی نفت، و بازاندازهای ساحلی جزیره را گلوله‌باران کرد.
سربازان ژاپنی نائورو را در ۲۵ اوت ۱۹۴۲ اشغال کردند. ژاپنی‌ها فرودگاه کوچکی در جزیره ساختند که برای اولین بار در ۲۵ مارس ۱۹۴۳ بمباران شد تا از رسیدن مواد غذایی به نائورو جلوگیری شود. ژاپنی‌ها ۱۲۰۰ نائورویی را برای کار به جزیره چوک تبعید کردند. نائورو که از سوی آمریکایی‌ها کاملاً به حال خود رها شده‌بود سرانجام در ۱۳ سپتامبر ۱۹۴۵، زمانی که «هیاساکی سودا»، فرمانده ژاپنی، جزیره را به ارتش استرالیا و نیروی دریایی سلطنتی استرالیا تسلیم کرد، آزاد شد. پس از آن، ۷۳۷ نائورویی که از اسارت ژاپنی‌ها در جزیره چوک جان سالم به‌در برده‌بودند به وطن خود بازگردانده شدند.

در سال ۱۹۴۷، برای این جزیره قیمومتی توسط سازمان ملل متحد ترتیب داده شد که سه کشور استرالیا، نیوزیلند، و بریتانیا به عنوان قیم انتخاب شدند.
نائورو در ژانویه ۱۹۶۶ خودگردان شد و به دنبال یک کنوانسیون مشروطه دو ساله در سال ۱۹۶۸ مستقل شد و «همر دروبورت» نخستین رئیس‌جمهور این کشور شد. در سال ۱۹۶۷، مردم نائورو دارایی‌های کمیسیون فسفات بریتانیا را خریداری کردند، و کنترل آن در ژوئن ۱۹۷۰ به شرکت محلی فسفات نائورو واگذار شد.
درآمد معادن فسفات باعث شد تا نائورویی‌ها یکی از بالاترین استانداردهای زندگی در اقیانوس آرام را داشته‌باشند.
در سال ۱۹۸۹، نائورو بر سر شیوه اداره جزیره توسط استرالیا به‌ویژه بی‌اعتنایی استرالیا به مسئله اصلاح آسیب‌های زیست‌محیطی ناشی از استخراج معادن فسفات، از آن کشور به دیوان بین‌المللی دادگستری شکایت کرد.
نائورو و استرالیا موفق شدند در یک توافق خارج از دادگاه، در مورد بازسازی مناطق استخراج شده نائورو به توافق برسند.

## جغرافیا

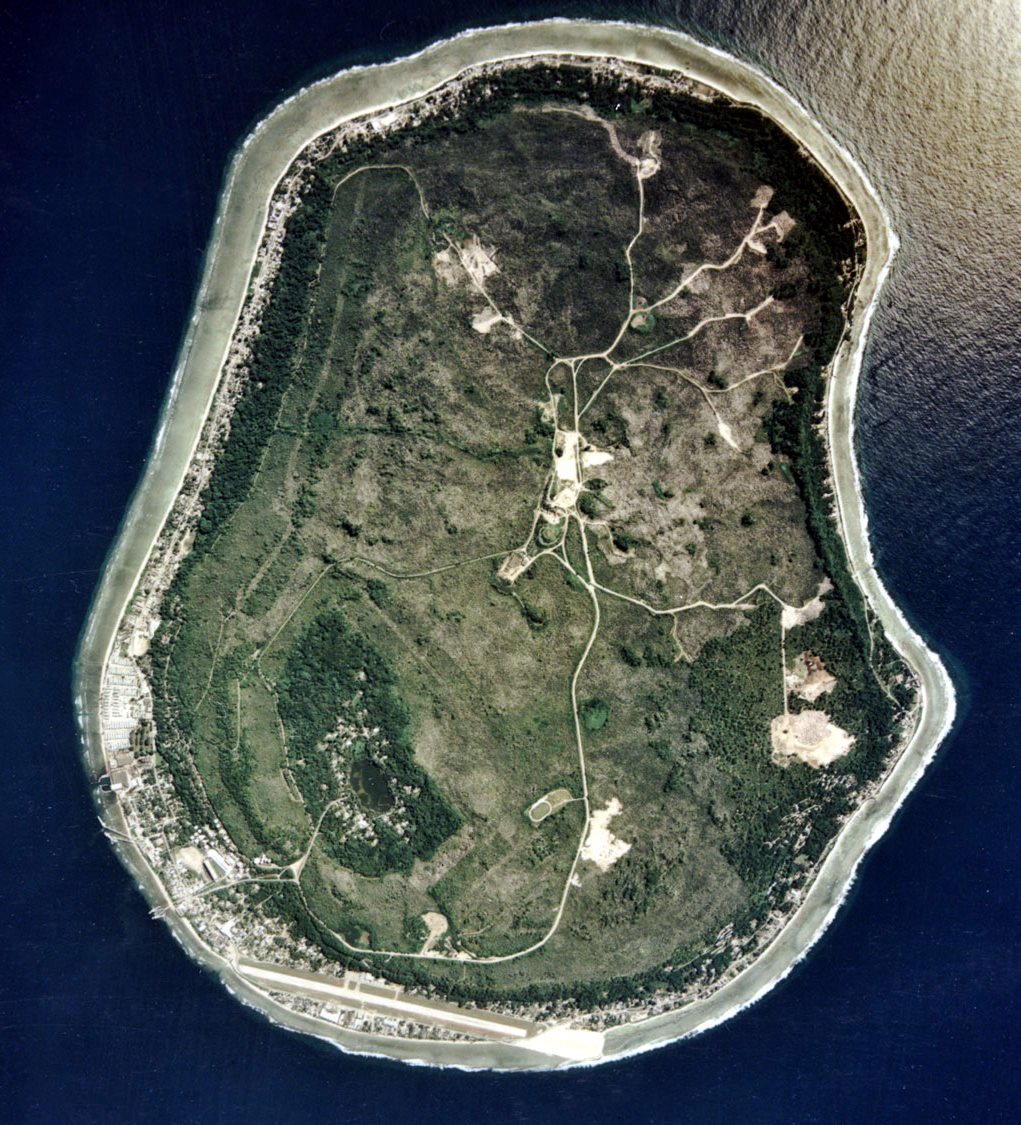
تصویر ماهواره‌ای از جزیره نائورو

نائورو جزیره‌ای بیضی‌شکل با ۲۱ کیلومتر مربع (۸ مایل مربع) مساحت است که در جنوب غربی اقیانوس آرام قرار گرفته‌است. موقعیت آن ۴۲ کیلومتر (۲۶ مایل) در جنوب خط استوا است. این جزیره با آب‌سنگ‌های مرجانی احاطه شده که در هنگام جزر از آب بیرون می‌زنند و پهنه‌ای پر از صخره‌های نوک‌تیز را تشکیل می‌دهند.
وجود این صخره‌های مرجانی مانع از ایجاد بندر در نائورو شده اما وجود آبراهه‌هایی در میان آب‌سنگ‌ها اجازه می‌دهد تا قایق‌های کوچک به این جزیره دسترسی داشته‌باشند.
یک نوار ساحلی حاصلخیز با پهنای ۱۵۰ تا ۳۰۰ متر (۴۹۰ تا ۹۸۰ فوت) در خشکی نزدیک به ساحل گسترده‌است.
فلات مرکزی نائورو در احاطه تخته‌سنگ‌های مرجانی است. بلندترین نقطه فلات، به نام کاماند ریج (ستیغ فرمان) ۷۱ متر (۲۳۳ فوت) بالاتر از سطح دریا قرار دارد.
تنها مناطق بارور در نائورو یک کمربند باریک ساحلی، که در آن درختان نارگیل می‌رویند. در زمین‌های پیرامون تالاب بوآدا، موز، آناناس، سبزیجات، درختان پاندانوس، و پهن‌برگ‌های بومی مانند درخت تامانو نیز می‌روید.
نائورو یکی از سه جزیره صخره‌ای بزرگ حاوی فسفات در اقیانوس آرام بود (جزیره بانابا در کیریباتی و ماکتئآ در پلینزی فرانسه، دو جزیره فسفاتی دیگر بودند). ذخایر فسفات در نائورو امروزه تقریباً به‌طور کامل استخراج شده‌است. استخراج فسفات در فلات مرکزی، پهنه‌ای از زمین‌های بی‌ثمر مملو از تیزه‌های دندانه‌دار از جنس سنگ آهک به‌جا گذاشته که بلندی این تیزه‌ها گاه تا ۱۵ متر (۴۹ فوت) می‌رسد.

معدنکاری فسفات حدود ۸۰ درصد از زمین‌های نائورو را ویران کرده‌است، و منطقه ویژه اقتصادی پیرامون را نیز تحت تأثیر قرار داده‌است. برآورد می‌شود که ۴۰ درصد از زیست دریایی به خاطر روان شدن گل و لای و رواناب فسفات کشته شده‌اند.
تنها حدود ۶۰ گونه‌های گیاه آوندی بومی‌شده در این جزیره یافت شده‌است که هیچ‌یک از آن‌ها بومی‌زاد نیستند. کشت نارگیل، معدنکاری، و ورود گونه‌های تازه، اختلالی جدی برای گیاهان بومی ایجاد کرده‌است. این جزیره هیچ پستاندار خشکی‌زی بومی ندارد، اما حشرات بومی، خرچنگ زمینی، و پرندگانی چون سسک نیزار از جانوران بومی نائورو هستند. کشتی‌هایی که به نائورو آمده‌اند با خود موش، گربه، سگ، خوک، و مرغ را از جزایر پلی‌نزی به نائورو آورده‌اند.
منابع آب شیرین طبیعی در نائورو محدود است. مخازن ذخیره‌سازی آب باران بر روی پشت بام در بسیاری از خانه‌ها دیده می‌شود، اما جزیره‌نشینان عمدتاً وابسته به سه کارخانه آب‌شیرین‌کن هستند که در بنگاه خدمات شهری نائورو مستقر است.
آب و هوای نائورو به دلیل نزدیکی به خط استوا و اقیانوس در طول سال گرم و بسیار مرطوب است. نائورو بین نوامبر و فوریه شاهد ریزش باران‌های موسمی است، اما به‌طور معمول با توفان روبه‌رو نمی‌شود. میزان بارندگی سالانه بسیار متغیر است و تحت تأثیر پدیده ال نینو و نوسان جنوبی قرار دارد و در این جزیره چند مورد خشکسالی قابل توجه نیز ثبت شده‌است.
دمای هوا در نائورو در محدوده بین ۲۶ درجه سانتی‌گراد (۷۹° فارنهایت) و ۳۵ درجه سانتی‌گراد (۹۵° فارنهایت) در روز و بین ۲۲ درجه سانتی‌گراد (۷۲° فارنهایت) و ۳۴ درجه سانتی‌گراد (۹۳° فارنهایت) در شب قرار دارد.
نائورو به عنوان یک جزیره در برابر تغییرات آب و هوایی و تغییرات سطح دریا آسیب‌پذیر است. نائورو هفتمین کشور مورد تهدید از سوی سیل‌های ناشی از گرمایش زمین است. دست‌کم ۸۰ درصد از سرزمین نائورو در ارتفاعات امن قرار گرفته، اما تا زمانی که برنامه ترمیم آسیب‌های معدن فسفات اجرا نشده. این منطقه غیرقابل سکونت خواهد ماند.

## تقسیمات کشوری
نائورو به چهارده استان تقسیم شده‌است که این استان‌ها در هشت حوزه انتخابی قرار دارند.
| شماره | استان     | به حروف لاتین | نام پیشین  | مساحت (هکتار) | جمعیت (۲۰۰۵) | شمار روستاها | تراکم جمعیت نفر/هکتار |
| ----- | --------- | ------------- | ---------- | ------------- | ------------ | ------------ | --------------------- |
| ۱     | آیوو      | Aiwo          | Aiue       | ۱۰۰           | ۱٬۰۹۲        | ۸            | ۱۰٫۹                  |
| ۲     | آنابار    | Anabar        | Anabar     | ۱۴۳           | ۵۰۲          | ۱۵           | ۳٫۵                   |
| ۳     | آنتان     | Anetan        | Añetañ     | ۱۰۰           | ۵۱۶          | ۱۲           | ۵٫۲                   |
| ۴     | انیبیر    | Anibare       | Anybody    | ۳۱۴           | ۱۶۰          | ۱۷           | ۰٫۵                   |
| ۵     | بایتسی    | Baiti         | Beidi      | ۱۲۳           | ۵۷۲          | ۱۵           | ۴٫۷                   |
| ۶     | بوئه      | Boe           | Boi        | ۶۶            | ۷۹۵          | ۴            | ۱۲٫۰                  |
| ۷     | بوادا     | Buada         | Buada      | ۲۶۶           | ۷۱۶          | ۱۴           | ۲٫۷                   |
| ۸     | دنیگومودو | Denigomodu    | Denikomotu | ۱۱۸           | ۲٬۸۲۷        | ۱۷           | ۲۴٫۰                  |
| ۹     | اوا       | Ewa           | Eoa        | ۱۱۷           | ۳۱۸          | ۱۲           | ۲٫۷                   |
| ۱۰    | ایجوو     | Ijuw          | Ijub       | ۱۱۲           | ۳۰۳          | ۱۳           | ۲٫۷                   |
| ۱۱    | مننگ      | Meneng        | Meneñ      | ۲۸۸           | ۱٬۸۳۰        | ۱۸           | ۶٫۴                   |
| ۱۲    | نیبوک     | Nibok         | Ennibeck   | ۱۳۶           | ۴۳۲          | ۱۱           | ۳٫۲                   |
| ۱۳    | اوابو     | Uaboe         | Ueboi      | ۹۷            | ۳۳۵          | ۶            | ۳٫۵                   |
| ۱۴    | یارن      | Yaren         | Moqua      | ۱۵۰           | ۸۲۰          | ۷            | ۵٫۵                   |
|       | نائورو    | Nauru         | Naoero     | ۲٬۱۳۰         | ۱۱٬۲۱۸       | ۱۶۹          | ۵٫۳                   |

## مرکز پناهندگان

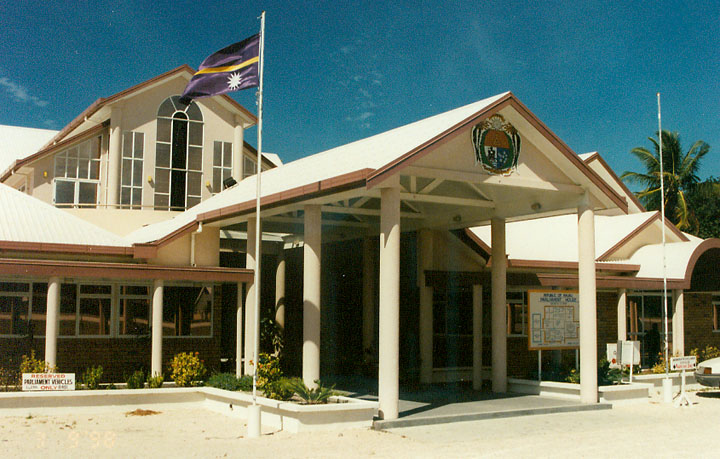
پارلمان نائورو.

بخش اعظم درآمد نائورو از کمک‌های استرالیا تأمین می‌شود. در سال ۲۰۰۱ یک کشتی نروژی که ۴۳۸ پناهجوی رهسپار استرالیا را از یک کشتی‌شکستگی نجات داده بود با تصمیم مقام‌های استرالیایی و در چارچوب طرح «راه‌حل اقیانوس آرام» به نائورو تغییر مسیر داد. نائورو نیز در ازای دریافت کمک مالی از استرالیا، بازداشتگاهی را برای نگهداری این پناهندگان که بسیاری‌شان از خاورمیانه بودند برپا کرد. بعدها تنها دو نفر از این پناهجویان که شهروند عراق بودند در نائورو باقی‌ماندند. دولت استرالیا در اواخر سال ۲۰۰۶ و اوایل ۲۰۰۷ گروه‌های بیشتری از پناهجویان را به نائورو فرستاد. اردوگاه پناهندگان در نائورو از سال ۲۰۰۸ بسته شد اما در اوت ۲۰۱۲ تصمیم به بازگشایی این اردوگاه گرفت.